# Maisemore
Maisemore – wieś i civil parish w Anglii, w hrabstwie Gloucestershire, w dystrykcie Tewkesbury. Leży 4 km na północny zachód od miasta Gloucester i 154 km na zachód od Londynu. W 2011 roku civil parish liczyła 248 mieszkańców.